# 彭于晏
彭于晏（英語：Eddie Peng；1982年3月24日—），台灣男演員，生於臺灣澎湖縣，2002年在演藝圈出道。

## 經歷
彭于晏13歲時隨家人移民加拿大後，即進入加拿大英屬哥倫比亞大學就讀，主修經濟學。在大學二年級的暑假，因外婆過世，他回澎湖奔喪，被導演邀請參加甄選而演出偶像劇《愛情白皮書》。因此進入演藝圈，而休學專心拍片。彭于晏後來在一次專訪中回憶說：「我抱持打工的心情去嘗試，當時也沒簽任何合約就去拍戲的。」。

## 争议

### 换位风波
2018年6月17日，彭于晏在出席微博电影之夜时，原本座位在第二排，却与第一排李冰冰座位调换，后又坐在了第一排许晴的位子上，导致被換到第二排的李冰冰在后台不愿入座，直到被点名时才现身。李冰冰事前在微博關注彭于晏，但男方沒有關注她。事件發酵後，彭于晏主動關注了李冰冰，而李冰冰先是取消關注，後來又關注了彭于晏。
7月17日，凤凰网刊发的彭于晏专访中，对彭于晏提问：“前几天因为‘换座位’的事情，网友对你产生了一些争议，这些不愉快会影响到你的心理状态吗？”彭于晏回答“问心无愧。”当天下午，彭于晏工作室发布声明解释换座位事件并指凤凰网采访移花接木：“活动当天艺人随剧组出席活动，对于活动现场座位临时被调整并不知情，配合安排入座。事后了解事情经过，艺人本人及团队第一时间向涉及其中的前辈艺人及其团队致歉。今日，凤凰网发布的相关文字专访内容并不属实，在网络上造成一定的误读，望媒体可以还大众及艺人真实的访问内容。”凤凰网随后道歉并发布采访原稿，显示提问针对的是「网上的一些误解」，未直接提及「换座位」。
该事件后，彭于晏大幅减产并愈趋低调。2023年电影《紅毯先生》部分剧情由该事件改编而来（正片中被删减）。

## 演出作品

### 電視劇
| 年份 | 頻道             | 劇名            | 角色   |
| 2002 | 中視             | 愛情白皮書      | 瞿守治 |
| 2003 | 台視             | 戀香            | 金承天 |
| 2005 | 上海東方電影頻道 | 聊齋2           | 陽曰旦 |
| 2005 | 中視、八大       | 仙劍奇俠傳      | 唐钰   |
| 2005 | 華視             | 海豚愛上貓      | 徐蔚   |
| 2005 | 華視             | 我只在乎妳      | 林青雲 |
| 2006 | 中視             | 少年楊家將      | 楊延嗣 |
| 2007 | 公視             | 我在墾丁*天氣晴 | 鍾漢文 |
| 2008 | 華視、八大       | 蜂蜜幸運草      | 任森田 |
| 2009 | 台視             | 協奏曲          | 袁浩   |
| 2012 | 湖南衛視、中視   | 牽牛的夏天      | 金牽牛 |
| 2014 | 湖南衛視、中視   | 风中奇缘        | 衛無忌 |

### 電影
| 年份   | 片名             | 角色              |
| 2005   | 記錄（短片）     | 藍子詒            |
| 2006   | 午夜照相館       | 阿竹燒            |
| 2007   | 六號出口         | 范達音            |
| 2007   | 泥巴色的純白     | 唐旭川            |
| 2007   | 基因決定我愛你   | 小熊              |
| 2008   | 女人不壞         | 莫啟彥            |
| 2008   | 愛的發聲練習     | 阿良              |
| 2009   | 聽說             | 黃天闊            |
| 2010   | 近在咫尺         | 趙大杰            |
| 2010   | 戀人絮語         | 黎廣生            |
| 2011   | 翻滾吧！阿信     | 林育信            |
| 2011   | 夏日樂悠悠       | 游樂樂            |
| 2012   | 愛LOVE           | 阿凱              |
| 2012   | 太極1從零開始    | 方子敬            |
| 2012   | 寒戰             | 李家俊            |
| 2012   | 太極2英雄崛起    | 方子敬            |
| 2013   | 激戰             | 林思齊            |
| 2013   | 分手合約         | 李行              |
| 2014   | 黃飛鴻之英雄有夢 | 黃飛鴻            |
| 2014   | 匆匆那年         | 陈寻              |
| 2015   | 12金鴨           | 彭于晏            |
| 2015   | 破風             | 仇銘              |
| 2015   | 剩者为王         | 马赛              |
| 2016   | 奔愛             | 馮裕健            |
| 2016   | 特工爺爺         | 武警隊長          |
| 2016   | 長城             | 無影禁軍 虎軍將領 |
| 2016   | 危城             | 馬鋒              |
| 2016   | 寒戰II           | 李家俊            |
| 2016   | 湄公河行動       | 方新武            |
| 2017   | 乘風破浪         | 徐正太            |
| 2017   | 明月幾時有       | 劉錦進            |
| 2017   | 悟空傳           | 孫悟空            |
| 2018   | 邪不壓正         | 李天然            |
| 2019   | 深夜食堂         | 健身教練          |
| 2020   | 緊急救援         | 高謙              |
| 2021   | 熱帶往事         | 王学明            |
| 2021   | 第一爐香         | 乔琪乔            |
| 2023   | 潛行             | 方興              |
| 2024   | 狗陣             | 二郎              |
| 待上映 | 守闕者           |                   |
| 待上映 | 爆水管           |                   |

### 綜藝
| 日期     | 節目       |
| 20070524 | 娛樂百分百 |
| 20080524 | 娛樂@亞洲  |
| 20100729 | 康熙來了   |
| 20110108 | 快樂大本營 |
| 20110715 | 康熙來了   |
| 20121013 | 快樂大本營 |
| 20130330 | 快樂大本營 |
| 20141122 | 快樂大本營 |
| 20141206 | 非常靜距離 |
| 20141213 | 快樂大本營 |
| 20170107 | 快樂大本營 |

### MV
- 2003年白吉勝原來愛
- 2004年永邦一追再追
- 2005年梁靜茹一對一
- 2006年薛凱琪尋找獨角獸
- 2007年郭靜想個不停
- 2008年S.H.E沿海公路的出口
- 2010年A-Lin分手需要練習的

## 公益活動
- 2009年11月電影《聽說》在香港上映期間，曙光影視發行公司與慈善機構龍耳合作舉辦了慈善首映禮[6][7]。在此次籌辦首映禮，彭于晏聯同聽障隊員與香港明星足球隊進行足球友誼賽[8][9]，並得到勞工及福利局局長張建宗、影視明星曾志偉、羅慧娟及立法會議員梁耀宗及正言匯社張超雄等人的致函支持，亦得到多家媒體報道[10][11]，向社會大眾推廣「聾健共融」的理念。
- 彭于晏在香港宣傳電影《聽說》期間，慈善機構龍耳派出手語導師協助下，拍攝一系列十集《手語教室》片段[12]，於2009年11月每天早、午、晚時段，於亞洲電視平台上播放，藉此加強公眾對手語的認識。
- 彭于晏於2018年起擔任野生救援WildAid保護海龜公益大使，並於2018年底遠赴哥斯大黎加等地进行了名为“Between the Sea and Shore”（中文片名：海龜奇援）海龟保护纪录片的拍摄工作[13]。

## 音樂作品

### 音樂專輯

#### 個人專輯
| 發行日期 | 專輯名稱     | 曲目                                                          |
| -------- | ------------ | ------------------------------------------------------------- |
| 2010年   | 非愛不可(EP) | 1. 非愛不可 2. 就是我愛你 3. 變色龍 4. 不想這樣 5. 轉角的夏天 |

#### 單曲
| 年份          | 歌曲         | 演唱者                                                  | 名稱             | 性質   | 專輯                 |
| ------------- | ------------ | ------------------------------------------------------- | ---------------- | ------ | -------------------- |
| 2003年        | 不能拒絕     |                                                         | 電視劇戀香       | 插曲   |                      |
| 2005年        | 大海愛藍天   |                                                         | 電視劇海豚愛上貓 | 主題曲 |                      |
| 2008年5月16日 | 幸運草的祝福 | Clover幸運草樂團： 彭于晏 鄭元暢 張鈞甯 伊藤千晃 李國毅 | 電視劇蜂蜜幸運草 | 主題曲 | 蜂蜜幸運草電視原聲帶 |

## 出版作品

### 書籍
| 出版日期 | 書名                           | 出版社   | ISBN               |
| -------- | ------------------------------ | -------- | ------------------ |
| 2004年   | Eddie & Ben 照相簿／戀香全追蹤 | 大田     | ISBN 9789574555635 |
| 2005年   | 彭于晏的海豚日記               | 大田     | ISBN 9789574558704 |
| 2008年   | 彭于晏 墾丁15x6                | 凱特文化 | ISBN 9789866606069 |

## 獎項
| 年份 | 典禮類型               | 獎項             | 作品                 | 結果 |
| ---- | ---------------------- | ---------------- | -------------------- | ---- |
| 2006 | 第41屆金鐘獎           | 戲劇節目男配角獎 | 《我只在乎妳》       | 提名 |
| 2007 | 第44屆金馬獎           | 最佳新人獎       | 《基因決定我愛你》   | 提名 |
| 2008 | 第43屆金鐘獎           | 戲劇節目男主角獎 | 《我在墾丁*天氣晴》  | 提名 |
| 2010 | 第2屆澳門國際電影節    | 最佳男主角       | 《近在咫尺》         | 提名 |
| 2011 | 第13屆台北電影節       | 最佳男主角       | 《翻滾吧！阿信》     | 提名 |
| 2011 | 第48屆金馬獎           | 最佳男主角       | 《翻滾吧！阿信》     | 提名 |
| 2012 | 第11屆中國長春電影節   | 最佳男主角       | 《翻滾吧！阿信》     | 提名 |
| 2012 | 第12屆華語電影傳媒大獎 | 最受矚目男演員   | 《翻滾吧！阿信》     | 提名 |
| 2013 | 第13屆華語電影傳媒大獎 | 最受矚目表現     | 《寒戰》             | 提名 |
| 2013 | 第50屆金馬獎           | 最佳男配角       | 《激戰》             | 提名 |
| 2014 | 第33屆香港電影金像獎   | 最佳男配角       | 《激戰》             | 提名 |
| 2014 | 第12屆中國長春電影節   | 最佳男配角       | 《激戰》             | 提名 |
| 2014 | 第14屆華語電影傳媒大獎 | 最受矚目表現     | 《激戰》             | 提名 |
| 2014 | 第32屆大眾電影百花獎   | 最佳新演員       | 《寒戰》             | 提名 |
| 2015 | 第15屆華語電影傳媒大獎 | 最受矚目表現     | 《黃飛鴻之英雄有夢》 | 提名 |
| 2015 | 第34屆香港電影金像獎   | 最佳男主角       | 《黃飛鴻之英雄有夢》 | 提名 |
| 2015 | 第7屆澳門國際電影節    | 最佳男主角       | 《破風》             | 提名 |
| 2016 | 第16屆華語電影傳媒大獎 | 最受矚目男演員   | 《破風》             | 提名 |
| 2017 | 第24屆北京大學生電影節 | 最佳男演員       | 《湄公河行動》       | 提名 |
| 2017 | 第12屆華語青年影像論壇 | 年度男演員       | 《乘風破浪》         | 提名 |
| 2017 | 第9屆澳門國際電影節    | 最佳男主角       | 《悟空傳》           | 提名 |
| 2018 | 第10屆澳門國際電影節   | 最佳男主角       | 《邪不壓正》         | 提名 |
| 2018 | 第12屆亞洲電影大獎     | 最佳男配角       | 《明月幾時有》       | 提名 |
| 2024 | 第18屆亞洲電影大獎     | 最佳男主角       | 《狗陣》             | 待定 |

## 外部連結
- 彭于晏個人網誌 （页面存档备份，存于）
- 彭于晏的Facebook專頁
- 彭于晏的Instagram帳戶
- 彭于晏的新浪微博
- 彭于晏在互联网电影资料库（IMDb）上的資料（英文）
- 彭于晏在香港影庫上的簡介
- 彭于晏在时光网上的簡介（简体中文）
- 彭于晏在豆瓣上的资料（简体中文）
- 彭于晏在台灣電影網上的資料（繁體中文）